# Браун, Иосиф Адам
Иосиф Адам Браун (1712—1768) — российско-немецкий физик, метеоролог и педагог. С 1748 года — профессор философии Императорской Санкт-Петербургской академии наук.

## Биография
В 1746 году Браун прибыл в Санкт-Петербург, где был сделан членом Петербургской академии наук. 
С 23 января 1748 года — профессор философии. Открыл свойство замерзания и ковкость ртути. 25 декабря 1759 года впервые получил в лабораторных условиях низкую температуру (-42°С) и твёрдую ртуть. Совместно с М. В. Ломоносовым определили температуру затвердевания ртути. Написал ряд статей по физике и метеорологии.

## В кино
Художественный фильм «Михайло Ломоносов» (1986). В роли Брауна — Ян Янакиев.